# Uruguayische Karatemeisterschaften
Im Rahmen der Uruguayischen Karatemeisterschaften wurden ab 1974 die nachfolgenden Sportler ausgezeichnet.

## Uruguayischer Meister (Männer)
- 1974: Eduardo García
- 1975: José Luis Suarez
- 1977: Oscar Massitta
- 1979: José Luis Suarez
- 1980: Oscar Massitta
- 1985: Alberto Vibel
- 1986: Alberto Vibel
- 1987: José Luis Suarez
- 1988: Alberto Vibel
- 1989: Jarry Gonzalez
- 1990: Jarry Gonzalez
- 1991: Ernesto Lamberti
- 1995:

bis 75 kg: Rodrigo de Pazos
über 75 kg: Heber Perez
- 1996: Denis Lima
- 1997: Rodrigo de Pazos
- 1998: Fabian Lasalt
- 1999: Fabian Lasalt
- 2000:

Leichtgewicht: Adriano Hernández
Mittelgewicht: Fabian Lasalt
Schwergewicht: Ruben Rodriguez
- 2001:

Leichtgewicht: Adriano Hernández
Mittelgewicht: Fabian Lasalt
Schwergewicht: Ruben Rodriguez
- 2002:

bis 75 kg: Adriano Hernández
über 75 kg: Fabian Lasalt
- 2003: Fabian Lasalt
- 2004

Leichtgewicht: Federico Hernández
Mittelgewicht: Adriano Hernández
Schwergewicht: Sebastián Scarlatta
- 2005: Adriano Hernández
- 2006:

bis 75 kg: Gabriel Malvino
über 75 kg: Sebastián Scarlatta
- 2007: Fabian Lasalt
- 2008:

Leichtgewicht: Gottardo Bianchi
Mittelgewicht: Adriano Hernández
Schwergewicht: Sebastián Scarlatta
- 2009: Carlos Díaz
- 2010: Adriano Hernández
- 2011: Adriano Hernández
- 2012:

Leichtgewicht: Gottardo Bianchi
Mittelgewicht: Adriano Hernández
Schwergewicht:
- 2013:

Leichtgewicht: Eric Correa
Mittelgewicht: Adriano Hernández
Schwergewicht: Gabriel Malvino